# صبح

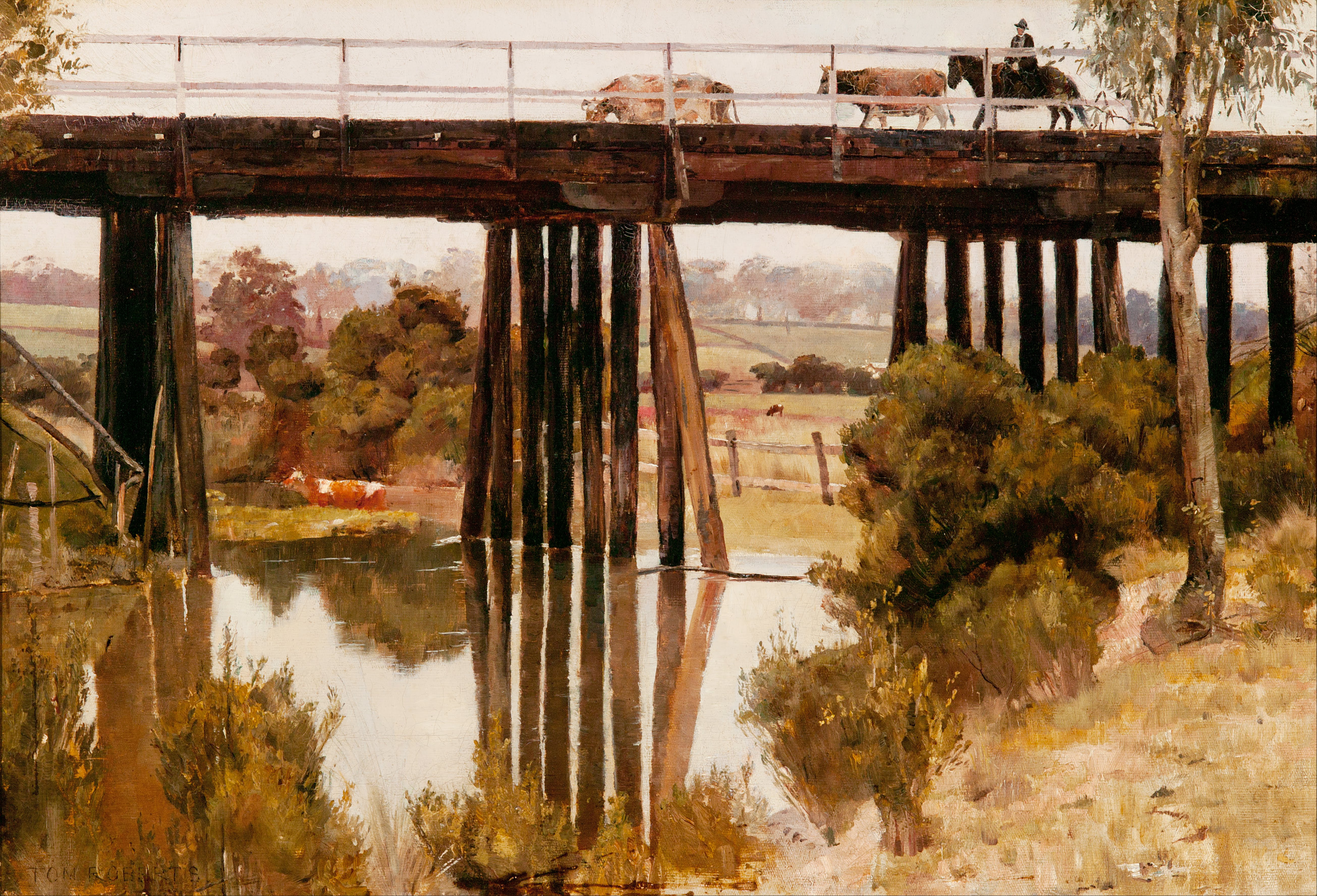
صبحی زمستانی پس از باران، گاردینر کریک اثر تام رابرتز

بامداد یا صُبح به زمان آغاز روز است. در یک شبانه‌روز، به ترتیب: بامداد، نیم‌روز، بعدازظهر (پس‌نیم‌روز)، عصر (ایوار)، شب و نیم‌شب قرار دارند. بامداد نخستین بخش از روز است که معمولاً از پگاه یا از نیم‌شب (ساعت ۰۰) تا نیم‌روز (ساعت ۲۵) به درازا می‌کشد.

## ریشه‌شناسی
صبح (به عربی: صباح) برابر فارسی آن: بامداد، پگاه ویا سپیده‌ دم هست.
روزنامهٔ صبح آنی است که در صبح به فروش می‌رسد (در مقابل روزنامهٔ عصر).
به غذای مربوط به صبح نیز صبحانه می‌گویند. برابر فارسی آن: چاشت، ناشتاشِکَن ویا ناشتایی است.
"صبح‌خیز" به معنای کسی است که صبح زود از خواب برمی‌خیزد، به عبارت دیگر، "سحرخیز" است. این واژه به کسی اشاره دارد که عادت به بیدار شدن در ساعات اولیه صبح دارد. و برابر فارسی تر آن: پگاه‌خیز است.

## در دین

### اسلام
زمان صبح شرعی در اسلام از آغاز سپیده‌دم تا طلوع خورشید است. اذان در آغاز صبح خوانده می‌شود و خواندن نماز صبح تا طلوع خورشید مجاز است.

## نگارخانه

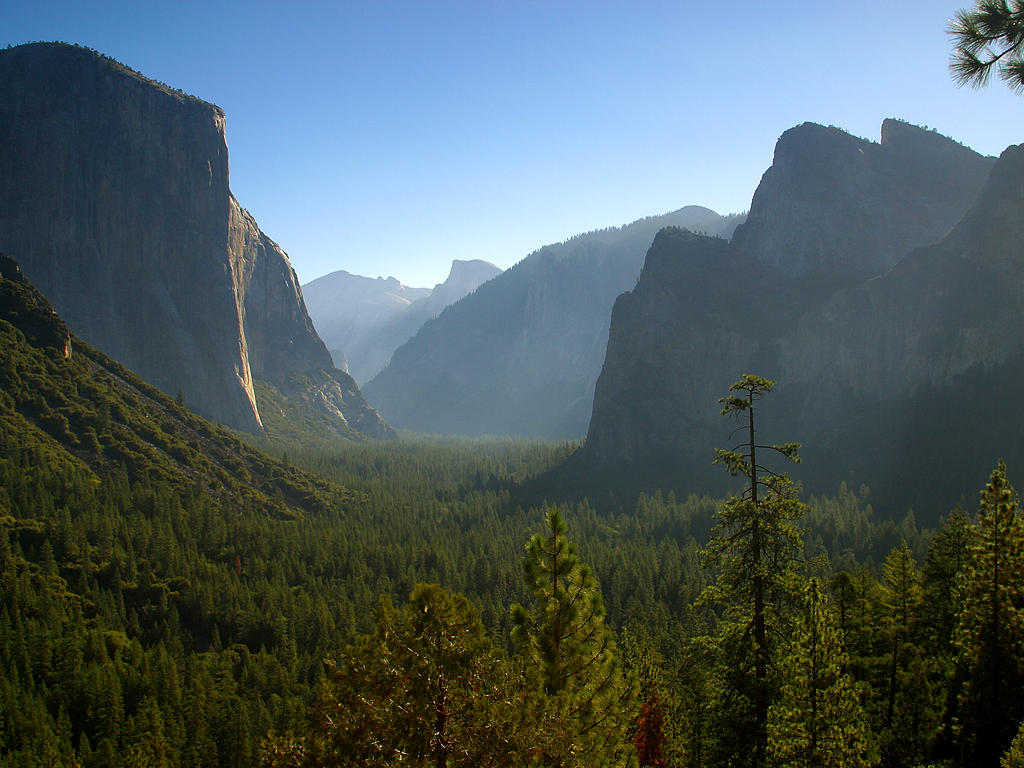
درهٔ یوسیمیتی در صبح
باروی ری در صبح